# Enierhietyk (przystanek kolejowy)
Enierhietyk (biał. Энергетык, ros. Энергетик) – przystanek kolejowy w miejscowości Enierhietykau, w rejonie dzierżyńskim, w obwodzie mińskim, na Białorusi. Leży na linii Moskwa - Mińsk - Brześć.